# گودهیو (مینه‌سوتا)
گودهیو، مینه‌سوتا (به انگلیسی: Goodhue, Minnesota) یک شهر در ایالات متحده آمریکا است که در شهرستان گودهیو، مینه‌سوتا واقع شده‌است.

## خصوصیات
گودهیو ۲٫۴۳ کیلومترمربع مساحت و ۱٬۱۷۶ نفر جمعیت دارد و ۳۴۳ متر بالاتر از سطح دریا واقع شده‌است.